# Parafia bł. Emiliana Kowcza w Ornecie
Parafia błogosławionego Emiliana Kowcza w Ornecie – parafia greckokatolicka w Ornecie, w dekanacie elbląskim eparchii olsztyńsko-gdańskiej. Założona w 1995. Mieści się przy ulicy Młynarskiej.